# 克列苗恩基 (卡卢加州)
克列苗恩基（羅馬化：Kremyonki）是俄罗斯卡卢加州茹科夫区的城市，位于普罗特瓦河同支流博罗夫纳河交汇处。
2004年12月设市。该城2021年人口有10,139人；2010年人口11,582人；2002年人口12,128人。